# Basta chiudere gli occhi
Basta chiudere gli occhi è il terzo album del cantautore italiano Gino Paoli, pubblicato dalla casa discografica RCA Italiana nel 1964.

## Descrizione
L'album contiene 12 brani, 9 dei quali sono interamente composti dall'interprete, che ha firmato anche A Milano non crescono fiori con Franco Migliacci, mentre La nostra casa vede come autori Flavio Carraresi e Sergio Bardotti, infine Nel corso è opera di Lina Wertmüller ed Ennio Morricone. Quest'ultimo ha diretto l'orchestra in tutti i brani, ad eccezione del già citato La nostra casa, nel quale Paoli è invece accompagnato dall'organico di Luis Enriquez.
Ieri ho incontrato mia madre è stato presentato quello stesso anno al Festival di Sanremo dall'autore in abbinamento con Antonio Prieto, ottenendo l'accesso alla finale, mentre altri 5 brani, fra cui il celebre Sapore di sale, erano usciti l'anno prima come brano principale o lato B di un singolo.
La prima tiratura dell'album, con copertina apribile, include anche un articolo di presentazione a firma di Sandro Ciotti; la seconda edizione, con copertina chiusa, si limita invece all'elenco dei brani contenuti nelle due facciate (e relativi crediti).

## Tracce

### Lato A
1. Che cosa c'è
2. Ricordati
3. A Milano non crescono fiori
4. Basta chiudere gli occhi
5. La nostra casa
6. Vivere ancora

### Lato B
1. Sapore di sale
2. Nel corso
3. Domani
4. Io e tu
5. Sarà così
6. Ieri ho incontrato mia madre

## Curiosità
Il brano Vivere ancora fa parte sia della colonna sonora del film Prima della rivoluzione (1964), di Bernardo Bertolucci, sia della seconda stagione della fiction televisiva L'amica geniale (2020), di Saverio Costanzo, tratta dai romanzi di Elena Ferrante.